# جولین ژیرارد
جولین ژیرارد (انگلیسی: Julien Girard؛ زادهٔ ۵ ژوئیهٔ ۱۹۸۴) بازیکن فوتبال اهل فرانسه است.